# Intertoto Cup 1984
De Intertoto Cup was sinds 1967 een mogelijkheid voor ploegen om in de zomer te kunnen blijven voetballen. Deze editie van 1984 werd zoals gebruikelijk gehouden tijdens deze zomerstop. Er werden alleen groepswedstrijden georganiseerd, omdat het onhaalbaar bleek om nog knock-outronden te spelen na de zomerstop. Clubs hadden daarvoor een te druk programma en de UEFA had bepaald dat ploegen die al aan UEFA-toernooien zoals de twee edities van de Europa Cup meededen, niet mochten deelnemen aan andere toernooien.
Aan deze editie van het toernooi deden 40 ploegen mee, net als vorig jaar. Er waren tien groepen van vier teams en elk team speelde zes wedstrijden. Er deden vijf ploegen mee uit Oostenrijk; vier uit Denemarken, Tsjecho-Slowakije, West-Duitsland, Zweden en Zwitserland; drie uit Oost-Duitsland en twee uit België, Hongarije, Israël, Nederland, Noorwegen en Polen.
Het Hongaarse Videoton Székesfehérvár uit groep 7 haalde dit toernooi de hoogste score, het won al zijn wedstrijden en haalde de volle twaalf punten.

## Eindstanden

### Groep 1
| plaats | Club                     | Doelpunten | Punten |
| ------ | ------------------------ | ---------- | ------ |
| 1.     | Bohemians Praag          | 20 : 7     | 10     |
| 2.     | FC St. Gallen            | 8 : 13     | 6      |
| 3.     | Borussia Mönchengladbach | 11 : 12    | 5      |
| 4.     | Lyngby BK                | 8 : 15     | 3      |

### Groep 2
| plaats | Club          | Doelpunten | Punten |
| ------ | ------------- | ---------- | ------ |
| 1.     | Aarhus GF     | 11 : 7     | 10     |
| 2.     | Lillestrom SK | 10 : 7     | 7      |
| 3.     | Banik Ostrava | 7 : 9      | 5      |
| 4.     | Wismut Aue    | 6 : 11     | 2      |

### Groep 3
| plaats | Club               | Doelpunten | Punten |
| ------ | ------------------ | ---------- | ------ |
| 1.     | Fortuna Düsseldorf | 13 : 7     | 10     |
| 2.     | Brondby IF         | 16 : 11    | 7      |
| 3.     | FC Liège           | 14 : 12    | 5      |
| 4.     | Roda JC            | 5 : 18     | 2      |

### Groep 4
| plaats | Club                   | Doelpunten | Punten |
| ------ | ---------------------- | ---------- | ------ |
| 1.     | Standard Luik          | 14 : 8     | 8      |
| 2.     | OB Odense              | 6 : 6      | 6      |
| 3.     | Eintracht Braunschweig | 8 : 9      | 6      |
| 4.     | Go Ahead               | 7 : 12     | 4      |

### Groep 5
| plaats | Club          | Doelpunten | Punten |
| ------ | ------------- | ---------- | ------ |
| 1.     | AIK Stockholm | 16 : 7     | 8      |
| 2.     | Górnik Zabrze | 10 : 6     | 8      |
| 3.     | FC Magdeburg  | 7 : 10     | 5      |
| 4.     | FC Nürnberg   | 7 : 17     | 3      |

### Groep 6
| plaats | Club            | Doelpunten | Punten |
| ------ | --------------- | ---------- | ------ |
| 1.     | Malmö FF        | 10 : 4     | 9      |
| 2.     | Karl-Marx-Stadt | 12 : 8     | 8      |
| 3.     | Sturm Graz      | 6 : 8      | 4      |
| 4.     | FC Luzern       | 4 : 12     | 3      |

### Groep 7
| plaats | Club                    | Doelpunten | Punten |
| ------ | ----------------------- | ---------- | ------ |
| 1.     | Videoton Székesfehérvár | 14 : 4     | 12     |
| 2.     | IFK Göteborg            | 15 : 10    | 6      |
| 3.     | TJ Vitkovice            | 6 : 9      | 5      |
| 4.     | Linzer ASK              | 3 : 15     | 1      |

### Groep 8
| plaats | Club             | Doelpunten | Punten |
| ------ | ---------------- | ---------- | ------ |
| 1.     | Maccabi Netanya  | 13 : 13    | 9      |
| 2.     | Admira Wacker    | 15 : 6     | 8      |
| 3.     | FC Wettingen     | 8 : 9      | 6      |
| 4.     | Beitar Jeruzalem | 6 : 14     | 1      |

### Groep 9
| plaats | Club               | Doelpunten | Punten |
| ------ | ------------------ | ---------- | ------ |
| 1.     | FC Zürich          | 7 : 7      | 8      |
| 2.     | Spartak Trnava     | 12 : 9     | 7      |
| 3.     | Ferencvárosi TC    | 9 : 6      | 6      |
| 4.     | Austria Klagenfurt | 7 : 13     | 3      |

### Groep 10
| plaats | Club            | Doelpunten | Punten |
| ------ | --------------- | ---------- | ------ |
| 1.     | GKS Katowice    | 9 : 4      | 9      |
| 2.     | Vålerenga IF    | 11 : 10    | 7      |
| 3.     | Tirol Innsbruck | 8 : 8      | 5      |
| 4.     | Östers IF       | 7 : 13     | 3      |